# María del Pilar Peña

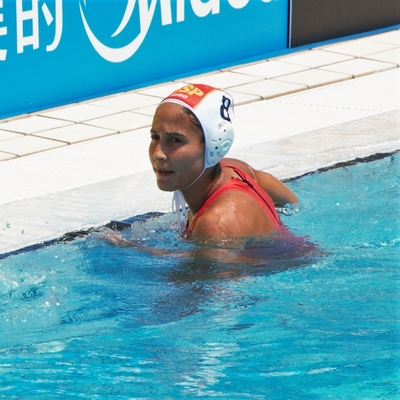
María del Pilar Peña (2013)

María del Pilar Peña Carrasco, kurz Pili Peña, (* 4. April 1986 in Madrid) ist eine spanische Wasserballspielerin. Die Olympiasiegerin von 2024 gewann 2012 und 2021 eine olympische Silbermedaille. 2013 war sie Weltmeisterin, 2017, 2019 und 2023 jeweils Weltmeisterschaftszweite. 2014, 2020 und 2022 war sie Europameisterin, 2008 und 2024 Europameisterschaftszweite sowie 2018 Europameisterschaftsdritte.

## Sportliche Karriere
Die 1,73 m große Rückraumspielerin wurde 2005 Siebte bei der Juniorenweltmeisterschaft. Mit der spanischen Nationalmannschaft belegte sie 2005 den elften Platz bei der Weltmeisterschaft in Montreal und 2007 den siebten Platz bei der Weltmeisterschaft in Melbourne. 2008 erreichte die spanische Mannschaft mit einem 8:7 über Ungarn das Finale bei der Europameisterschaft in Málaga. Nach der 8:9-Niederlage gegen die Russinnen erhielten die Spanierinnen die Silbermedaille. 2009 folgte ein achter Platz bei der Weltmeisterschaft in Rom, 2011 in Shanghai wurde die Mannschaft Elfte. Ein Jahr später gewannen die Spanierinnen bei den Olympischen Spielen 2012 in London ihre Vorrundengruppe vor dem US-Team, wobei der direkte Vergleich 9:9 endete. Mit Siegen über die Britinnen im Viertelfinale und über die Ungarinnen im Halbfinale erreichte die spanische Mannschaft das Finale gegen das US-Team. Diesmal gewannen die Amerikanerinnen mit 8:5. In sechs Spielen erzielte Peña insgesamt sechs Tore, davon zwei im Halbfinale.
Im Jahr darauf trafen bei der Weltmeisterschaft 2013 in Barcelona die Spanierinnen und das US-Team bereits im Viertelfinale aufeinander und die Spanierinnen gewannen mit 9:6. Mit einem 13:12-Halbfinalsieg über Ungarn und einem 8:6-Finalsieg gegen Australien gewannen die Spanierinnen den Weltmeistertitel. Pili Peña erzielte insgesamt acht Tore, davon eins im Halbfinale. Bei der Europameisterschaft 2014 in Budapest gewannen die Spanierinnen ihre Vorrundengruppe dank des besseren Torverhältnisses. Nach einem 9:8-Halbfinalsieg gegen die Ungarinnen besiegten die Spanierinnen im Finale die Mannschaft aus den Niederlanden mit 10:5. Peña erzielte im Turnierverlauf zwei Treffer. 2015 wurden die Spanierinnen Siebte bei der Weltmeisterschaft in Kasan. Peña warf insgesamt drei Tore. Bei den Olympischen Spielen 2016 in Rio de Janeiro erreichten die Spanierinnen den fünften Platz. Peña steuerte insgesamt zwei Treffer bei, beide im Platzierungsrundenspiel gegen China.
2017 bei der Weltmeisterschaft in Budapest erreichten die Spanierinnen wieder das Finale, dort unterlagen sie dem US-Team mit 6:13. 2018 siegte Spanien bei den Mittelmeerspielen in Tarragona. Kurz darauf belegten die Spanierinnen den dritten Platz bei der Europameisterschaft in Barcelona. Peña fungierte bei der Europameisterschaft als Kapitänin ihrer Mannschaft und warf insgesamt neun Tore. Bei der Weltmeisterschaft 2019 in Gwangju trafen im Finale erneut Spanien und das US-Team aufeinander und die Amerikanerinnen gewannen mit 11:6. Im Januar 2020 siegten die Spanierinnen bei der Europameisterschaft in Budapest durch einen Finalsieg über die Russinnen. Bei den 2021 ausgetragenen Olympischen Spielen in Tokio trafen die Mannschaften aus den Vereinigten Staaten und aus Spanien einmal mehr im Finale aufeinander, die Amerikanerinnen siegten mit 14:5. 2022 wurde die spanische Mannschaft Fünfte bei der Weltmeisterschaft in Budapest. Zwei Monate später siegten die Spanierinnen bei der Europameisterschaft in Split.
2023 erreichten die Spanierinnen das Finale der Weltmeisterschaft in Fukuoka und unterlagen erst im Penaltyschießen den Niederländerinnen. 2024 standen sich die beiden Teams im Finale der Europameisterschaft in Eindhoven erneut gegenüber. Die Niederländerinnen siegten mit 8:7. Einen Monat später bei der Weltmeisterschaft in Doha entschieden die Spanierinnen das Spiel um Bronze gegen die Griechinnen mit 10:9 für sich. Bei den Olympischen Spielen in Paris gewannen die Spanierinnen alle sieben Partien, wobei das Halbfinale gegen die Niederländerinnen erst im Penaltyschießen entschieden wurde. Im Finale gegen die Australierinnen siegten die Spanierinnen mit 11:9.
Pili Peña spielte von 2010 bis 2018 bei Club Natació Sabadell und gewann in diesen acht Jahren achtmal den spanischen Meistertitel. Ab 2019 spielte sie für den Club Natació Terrassa.